# 汕头市第一中学
汕头市第一中学是位于中国广东省汕头市的一所高级中学。其前身是华英中学堂，1904年由澄海富商陈雨亭捐资创办。汕头市第一中学是汕头市重点中学、广东省一级学校、全国现代教育技术实验学校，国家级示范性普通高中。

## 校史

### 1904年－1949年
汕头市第一中学前身是华英中学堂，1904年由澄海人陈雨亭捐资创办。1925年学堂改名为南强中学，1927年秋改为汕头市立第一中学。抗战时期学校几经迁徙，曾先后迁到潮安琪园、普宁三都、流沙圩等地。1949年10月汕头易帜，汕头市人民政府将其定名为汕头市第一中学。为纪念1949年10月24日汕头解放，学校校庆日定为10月24日。

### 1949年－2018年
汕头市第一中学原有初中部和高中部共六个年级，后来受地方教育制度改革影响，学校初中部于1997年秋季开始停止招生，但原有初中部并未整体分离为新的初级中学，而是将教师转至高中部任教，或分流到其他中学。此后学校仅拥有高中部三个年级。
汕头市第一中学长期以来与汕头市金山中学、汕头市澄海中学、汕头市潮阳第一中学等学校并为本地区第一流的中学教育机构。但2000年前后，根据地方政府教育管理部门的行政命令，汕头市金山中学获得优先选拔初中毕业生的权利，在入学生源质量上与汕头一中等学校拉开差距。
2006年起，汕头市第一中学在扩建新校区后，首次获准面向全汕头地区招生。
2018年9月起，汕头市第一中学老校区停止对初升高学生的招生，再次开启对小升初学生的招生。
2020年11月，学校被授予第二届全国文明校园称号。

## 现状

### 校训
红勤实健
红——又红又专，要有报国的赤诚之心而且要专于社会主义，专心学习，报效国家。
勤——勤学苦练，辛勤劳动。你们在老校可以看到“业精于勤荒于嬉，行成于思毁于随”的标语。
实——实事求是，不仅要具有创新精神，而且要求真务实，实事求是，最重要的还有要实践，邓小平同志说过，没有调查就没有发言权，实践是检验真理的唯一标准。
健——学生教育不仅是学习，更重要的是素质教育，而素质教育也包括强身健体。 

### 校园状况
汕头市第一中学原校址位于汕头市旧城区。1981年汕头市创立经济特区后，城市规模不断扩大，汕头一中于1980年代迁移到汕樟路以东，现中山路64号的城区边缘。后来随着城市建设的发展，中山路自汕头一中校园中穿过，校区被隔为路南的主校区与路北的操场，两区间由一架过路行人天桥连接。
由于汕头一中原校区位于闹市区，占地约36.5亩，已无扩展空间。经过规划汕头一中在2005年开始在龙湖区万吉生活区规划、建设占地约244亩的新校区，并于2007年开始投入使用。按照规划，老校区为走读制高中，新校区为内宿制高中。

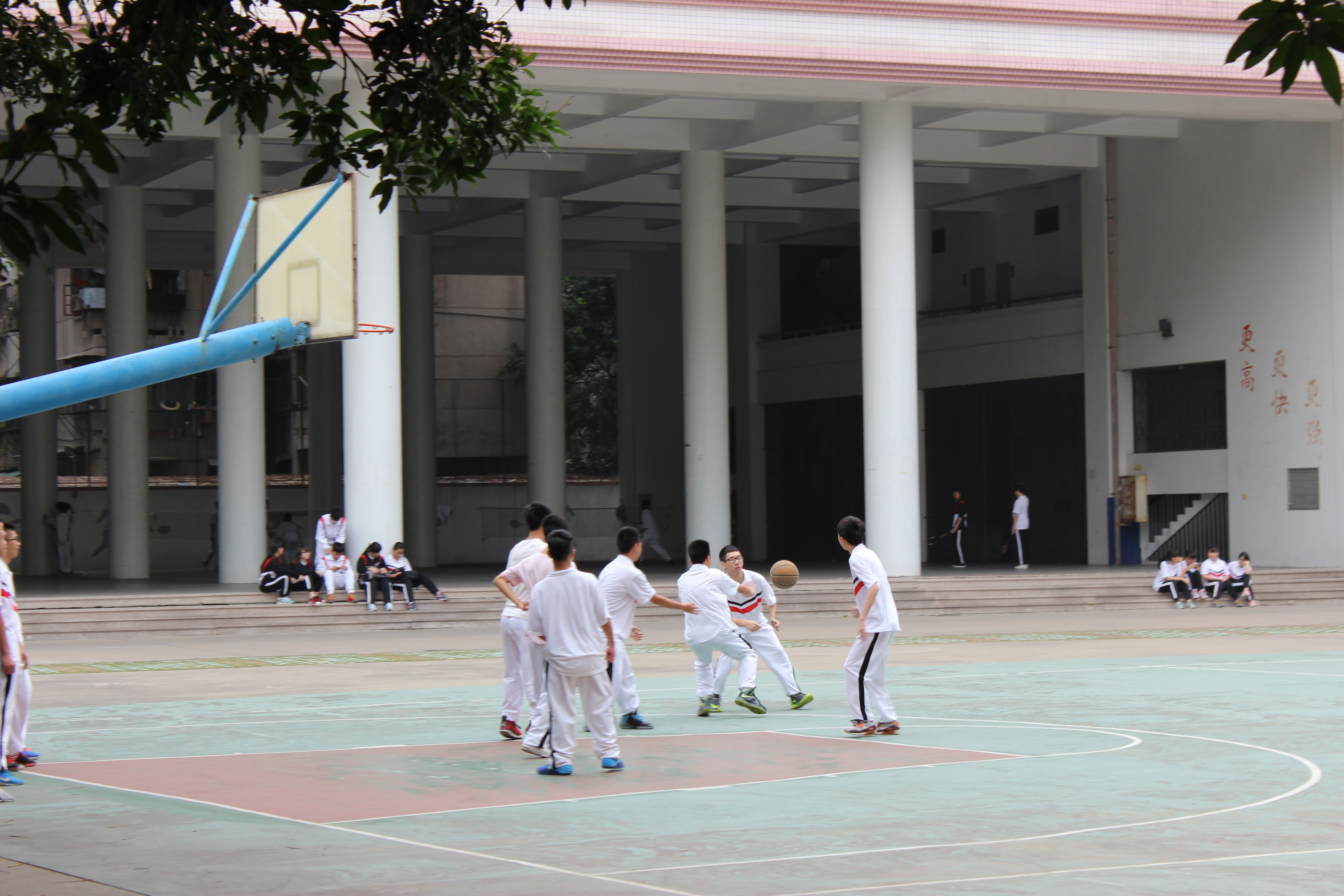
一中操场

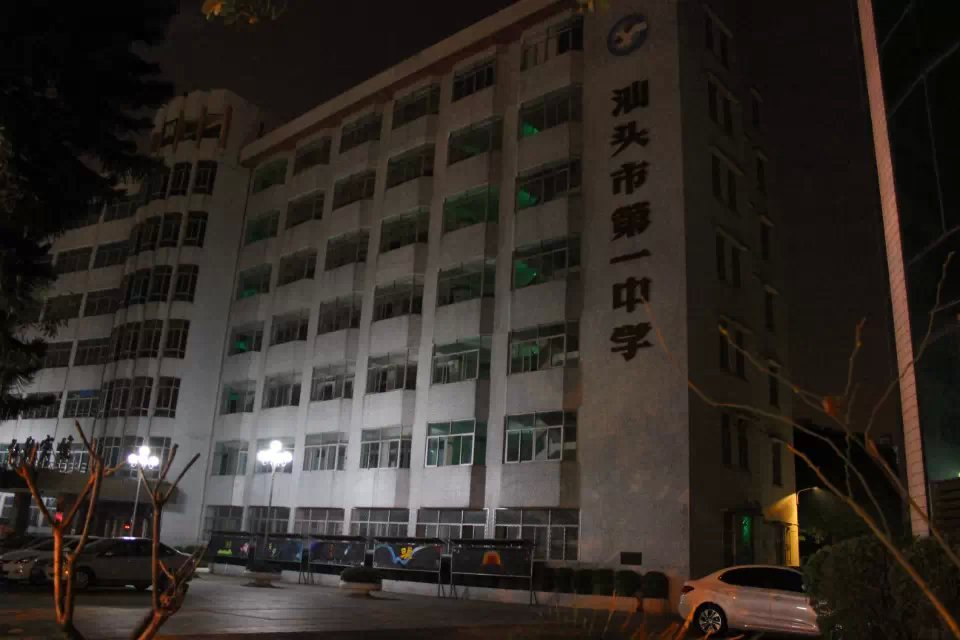
一中老校教学楼

### 师生状况
据官网2015年5月显示,学校现有教职工375人，其中省特级教师3名，高级教师105人，一级教师164人；拥有省名校长工作室1个，省名教师工作室1个，汕头市教师工作室1个。设有高中教学班90个，在校学生5360人，高级教师94人，一级教师112人，教职工371人。 

### 学生成绩
素质竞赛
截止2013年7月，男子软式排球队多次代表汕头市中学生参加省级相关比赛，曾荣获第7名；
2002年，学生男子、女子篮球队在市级比赛中多次获得第二名等名次；
2006年12月，学生围棋代表队在汕头市第九届“安利杯”中小学生围棋锦标赛中荣获高中组团体冠军及男子个人冠军、第五名、第六名、女子个人亚军、第四名；
2010年，学生男子足球队在汕头市“体彩杯”中学生足球赛中荣获亚军和体育道德风尚奖；
2010年，课间操代表队在市级比赛中多次获得第一名等名次；
2016年，学生男子足球队在汕头市“市长杯”中学生足球赛中荣获亚军。
学科竞赛
汕头一中学生参加各级各类学科竞赛共获奖364项，获奖人数高达1424人次。其中，国家级56项，获奖人数235人次；省级115项，获奖人数370人次；市级193项，获奖人数819人次。 
2002年8月，戴德承同学在第14届国际信息学奥林匹克竞赛中荣获银牌，被汕头市授予全市的“中学生科学之星”光荣称号。
高考成績
2020年起，至2023年，高考成績三連升，至今穩定。本科過綫（中國大陸）率約99%，一本過綫（中國大陸）率約70%。

### 社团活动
汕头一中有云起文学社，学思工作站，广播站，音乐社（乐手联盟），模联社，彧翔科技社，JOONE动漫社等10多个社团。每年的校庆，艺术节，辩论大赛，话剧大赛，元旦嘉年华期间，各社团均会组织多项体育、文艺、社会实践活动。校内出版杂志《云起》，报纸《灵犀》、《学思》，在架设了网站《成长在一中》。

## 著名校友
- 秦牧，文学家
- 杨遵仪，中国科学院院士
- 萧灼基，经济学家